# Millennium Center
Il Millennium Center è il palazzetto dello sport dove gioca la squadra di pallacanestro del KK Vršac.
Situato a Vršac, fu costruito nel 2001, e ha una capacità di 5 000 posti a sedere.
Nel settembre del 2005 ha ospitato alcune partite del FIBA EuroBasket 2005.